# Elvaston Castle

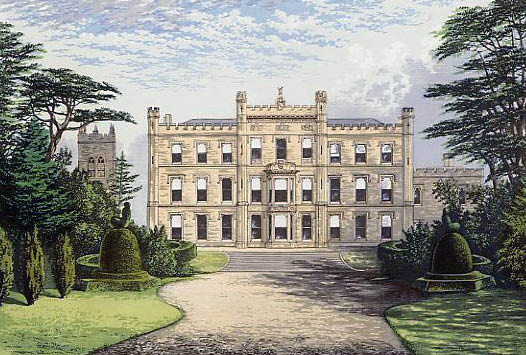
Elvaston Castle Ende des 19. Jahrhunderts

Elvaston Castle ist ein Landhaus im Dorf Elvaston in der englischen Grafschaft Derbyshire. Das neugotische Haus ist von einem Landschaftspark umgeben. Das Anwesen gehört dem Derbyshire County Council, das es im Rahmen eines Landschaftsparks namens Elvaston Castle Country Park betreibt. Der Landschaftspark mit 81 Hektar Fläche enthält lichten Wald, Parkland und formelle Gärten.
Das wichtigste Gebäude auf dem Anwesen ist Elvaston Castle, das English Heritage als historisches Gebäude II*. Grades gelistet hat. Das Landhaus wurde vernachlässigt und ist verfallen; wegen seines Zustandes ist das Haus nicht öffentlich zugänglich und seit 2008 im Heritage-at-Risk-Register aufgeführt. Das Derbyshire County Council schätzt den Finanzbedarf für Arbeit und Material für die notwendigsten Reparaturen an Landhaus und Landschaftspark auf mindestens £ 6,1 Mio. und eine um 7 % höhere Summe, falls das Gebäude für die Öffentlichkeit geöffnet oder in repariertem Zustand verkauft werden soll.

## Geschichte

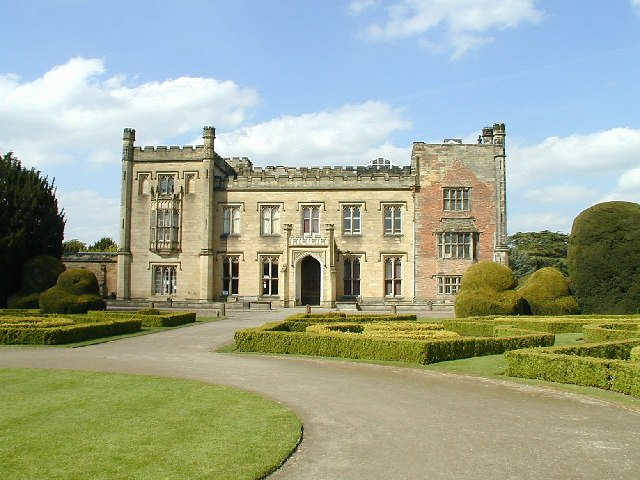
Elvaston Castle heute

Bis zum 16. Jahrhundert gehörte das Anwesen zur Shelford Priory. Nach der Auflösung der englischen Klöster verkaufte die Krone die Priorei und ihre Ländereien 1538 an Sir Michael Stanhope aus Rampton in Nottinghamshire. Sir John Stanhope († 1611) vermachte das Anwesen seinem zweiten Sohn, Sir John Stanhope († 1638), dem High Sheriff of Derbyshire im Jahre 1629.
Das Landhaus ließ letzterer 1633 errichten. Dieses Haus in elisabethanischem Stil wurde durch James Wyatt Anfang des 19. Jahrhunderts für Charles Stanhope, 3. Earl of Harrington, im neugotischen Stil umgebaut und erweitert. Wyatt entwarf einen neuen Flügel, einen Rittersaal und die meisten Inneneinrichtungen des Hauses, starb aber, bevor die Arbeiten beendet waren. Seine Planungen wurden von Architekt Robert Walker zwischen 1815 und 1829 umgesetzt.
Weitere Änderungen wurden 1836 von Architekten Lewis Nockalls Cottingham durchgeführt. Diese Arbeiten umfassten die Umgestaltung der Südfassade im elisabethanischen Stil, sodass sie mit dem neugotischen Stil des übrigen Hauses harmonierte.
Dies war der letzte Umbau und schuf das Landhaus, das wir heute sehen können.
Im Zweiten Weltkrieg diente Elvaston Castle als Lehrerkolleg, nachdem dieses aus seinem ursprünglichen Haus in Derby evakuiert worden war.
Das Lehrerkolleg verließ das Haus 1947 und danach blieb es für die folgenden zwei Dekaden leer. Es verfiel immer weiter, ein Zustand, der bis heute anhält.

### Die Gärten

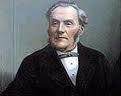
Detail eines Gemäldes von William Barron im Derby Museum

Der 3. Earl wandte sich an Humphry Repton, damit dieser den Park des Landhauses neu gestalte, aber Repton lehnte den Auftrag ab, weil ihm das Grundstück zu flach erschien und er dies entmutigend fand.
1830 beauftragte Charles Stanhope, 4. Earl of Harrington, den bis dahin unerfahrenen Landschaftsgärtner William Barron, die Gärten umzugestalten. Der vierte Earl verursachte einen Skandal, weil er eine Schauspielerin, die 17 Jahre jünger als er war, heiratete: Maria Foote. Maria und Charles wurden als „untrennbar und vernarrt ineinander“ beschrieben. Der Earl wollte die Gärten als „private und abgeschlossene Oase großer Schönheit“ für sich und die Liebe seines Lebens haben. Barron verbrachte die folgenden 20 Jahre mit der Arbeit an den Gärten. Er ließ sogar ausgewachsene Bäume pflanzen, um zu versuchen, dem Earl sofortige Befriedigung zu verschaffen.
Der 4. Earl und seine Gattin schätzten ihren Garten wegen seiner romantischen Abgeschiedenheit, die er ihnen gewährte, aber nach dem Tod ihres einzigen Sohnes im Alter von 4 Jahren schloss sich das Paar in dem Landhaus ein, verließ es nicht mehr und verbot jedem, das Anwesen zu betreten. Einige Quellen behaupten sogar, dass der Earl für die Abgeschiedenheit sorgte und seiner Gattin verbot, sie zu verlassen.
Nach dem Tode des 4. Earls 1851 ließ sein Bruder, Leicester Stanhope, 5. Earl of Harrington, die Gärten für die Allgemeinheit öffnen. Sie wurden als „ein gotisches Paradies“ bekannt und sind als historische Parkanlage II. Grades gelistet.
Das Anwesen enthält über 50 Gebäude, einschließlich Stallungen, Hundehütten, einem eingefriedeten Garten, einem Bauernhof, verschiedenen kleinen Bauernhäusern, Torloggias, einem Eishaus und einem Bootshaus.

## Landschaftspark
Nach dem Countryside Act 1968 verkaufte William Stanhope, 11. Earl of Harrington, das Anwesen an das Derbyshire County Council. Der Countryside Act 1968 schlug die Schaffung eines Landschaftsparks vor, damit “die Öffentlichkeit die Landschaft genießen könne”. Das Council öffnete das Anwesen 1970 für die Öffentlichkeit und betreibt es seither als Elvaston Castle Country Park.
1969 diente Elvaston Castle auch als Drehort für den Film Liebende Frauen von Ken Russell nach der Romanvorlage von D. H. Lawrence.

## Heute

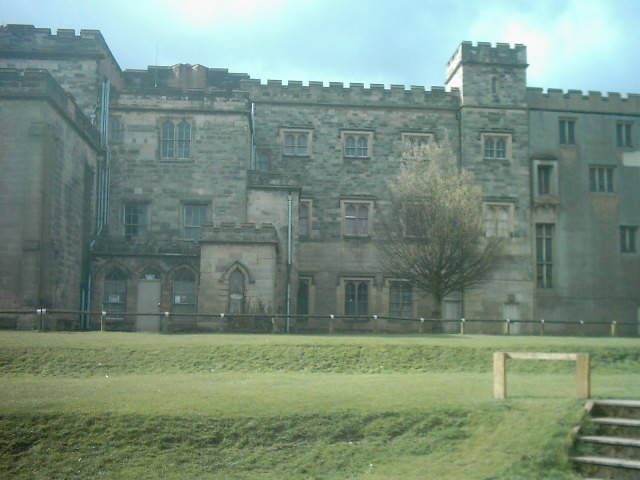
Das Landhaus heute

Es besteht die Gefahr, dass der Landschaftspark geschlossen wird.
Der Verfall des Landhauses und des Anwesens, der nach dem Zweiten Weltkrieg begann, setzte sich unter der Ägide des Derbyshire County Council fort. 1990 wurde das Landhaus als unsicher angesehen und es wurde für die Öffentlichkeit geschlossen. Das Derbyshire County Council gibt an, dass es sich nicht leisten könnte, das Gebäude und den Landschaftspark zu restaurieren und zu erhalten. Für das Jahr 2000 gab das Council die Erhaltungskosten des Landschaftsparks mit £ 500.000 pro Jahr an, und ebenfalls, dass die Auflösung des Renovierungsstaus für Gärten und Haus £ 3 Mio. kosten würde.
Seit 2000 bietet das Council das Anwesen zum Verkauf an Privatfirmen an. Der jüngste Vorschlag zielt auf die Umwandlung des Landhauses in ein Hotel und die des Landschaftsparks in einen Golfplatz ab. Dies trifft auf harten Widerstand bei The Friends of Elvaston Castle für die Kommune.
Die Reparaturarbeiten für £ 3 Mio., die man 2000 benötigt hätte, wurden nicht ausgeführt. Der fortgesetzte Mangel an finanziellen Mitteln vom Derbyshire County Council hat zum Verfall des Landhauses und des Landschaftsparks geführt. Das Landhaus hat umfangreiche Restaurierungsarbeiten nötig und ist für die Öffentlichkeit nicht zugänglich. Seit 2008 ist das Anwesen im Heritage-at-Risk-Register gelistet.
Das Derbyshire County Council teilt mit, dass „ein immer weiter fortschreitender Rückstand an Erhaltungsarbeiten und ausstehenden Reparaturarbeiten“ vorliege. Die Reparaturkosten sind noch weiter gestiegen. Das Council schätzte im November 2010, dass das Anwesen nun eine Summe von £ 6,422 Mio. für Arbeiten und Material benötigt, damit die notwendigsten Reparaturarbeiten durchgeführt werden können. (Diese Schätzung enthält 7,5 % für Sonstiges und Unvorhergesehenes, aber nichts für nicht unbedingt notwendige Arbeiten, Ausgestaltung und Einrichtung).

### Geister
Einige Leute denken, dass das Landhaus von Geistern heimgesucht wird: Viele professionelle Untersuchungen wurden dort durchgeführt, bei denen Phänomene, wie unerklärliche Geräusche, unerklärliche Erscheinungen, Leute, die geschubst, und Gegenstände, die bewegt wurden. Die Geister sollen ein Mädchen und „eine starke Frau“ sein.
Im Landhaus sollen auch zwei Geister namens Die graue Frau und Die weiße Frau ihr Unwesen treiben. Die weiße Frau soll der Geist von Maria, der Gattin des 4. Earls, sein. Man hat sie in den Fenstern des Landhauses sitzen sehen und auch auf dem Anwesen mit einem weißen Hund herumspazieren.